# Gaedioxenis brevicornis
Gaedioxenis brevicornis är en tvåvingeart som beskrevs av Villeneuve 1939. Gaedioxenis brevicornis ingår i släktet Gaedioxenis och familjen parasitflugor. Inga underarter finns listade i Catalogue of Life.